# Suture sphéno-pariétale
La suture sphéno-pariétale (ou suture ptérique) est la suture crânienne unissant le bord pariétal de la grande aile de l'os sphénoïde et l'angle sphénoïdal de l'os pariétal. C'est l'une des sutures formant le ptérion.

## Galerie

Les sutures sphéno-pariétales (en rouge).